# Polincove
Polincove est une commune française située dans le département du Pas-de-Calais en région Hauts-de-France. Ses habitants sont appelés les Polincovois. La commune est membre de la communauté de communes de la Région d'Audruicq.
Le territoire de la commune est situé dans le parc naturel régional des Caps et Marais d'Opale. Polincove appartient à l'ancien pays de Bredenarde.

## Géographie

### Localisation
Localisée dans le nord-est du département du Pas-de-Calais, Polincove est une commune rurale de la vallée de la Hem ou Tiret située, à vol d'oiseau, à 3 km au sud-est de la commune d'Audruicq, dont elle est limitrophe, à 20 km au sud-est de la commune de Calais (chef-lieu d'arrondissement) et à 24 km au sud-ouest de la commune de Dunkerque (aire d'attraction) .
Le territoire de la commune est limitrophe de ceux de cinq communes.
Les communes limitrophes sont Sainte-Marie-Kerque, Audruicq, Muncq-Nieurlet, Recques-sur-Hem et Zutkerque.

### Géologie et relief
La superficie de la commune est de 4,75 km2 ; son altitude varie de 1  à   21 m.

### Hydrographie
Le territoire de la commune est situé dans le bassin Artois-Picardie.
La commune est traversée par deux cours d'eau :
- la Hem ou Tiret, d'une longueur de 27,92 km, qui prend sa source dans la commune d'Escœuilles et rejoint l'Aa dans la commune de Sainte-Marie-Kerque[4] ;

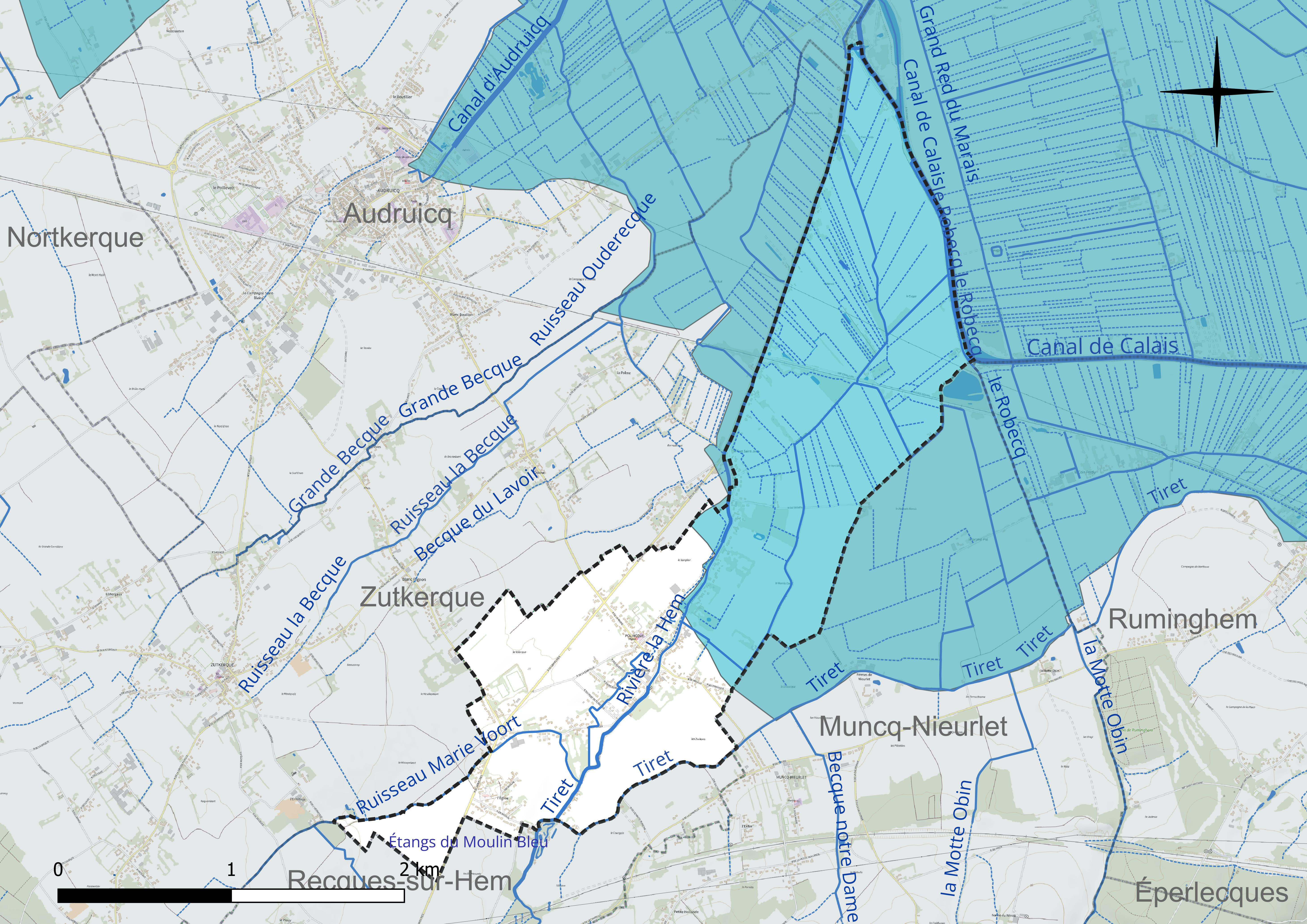
Réseau hydrographique de Polincove.

- la rivière le Robecq, cours d'eau naturel non navigable de 3,65 km, qui prend sa source dans la commune de Ruminghem et se jette dans le Tiret au niveau de la commune[5].

### Climat
Pour des articles plus généraux, voir Climat des Hauts-de-France et Climat du Nord-Pas-de-Calais.
En 2010, le climat de la commune est de type climat océanique altéré, selon une étude du Centre national de la recherche scientifique (CNRS) s'appuyant sur une série de données couvrant la période 1971-2000. En 2020, Météo-France publie une typologie des climats de la France métropolitaine dans laquelle la commune est exposée à un climat océanique et est dans la région climatique Côtes de la Manche orientale, caractérisée par un faible ensoleillement (1 550 h/an) ; forte humidité de l’air (plus de 20 h/jour avec humidité relative > 80 % en hiver), vents forts fréquents.
Pour la période 1971-2000, la température annuelle moyenne est de 10,6 °C, avec une amplitude thermique annuelle de 13,6 °C. Le cumul annuel moyen de précipitations est de 829 mm, avec 12,4 jours de précipitations en janvier et 7,9 jours en juillet. Pour la période 1991-2020, la température moyenne annuelle observée sur la station météorologique la plus proche, située sur la commune de Watten à 8 km à vol d'oiseau, est de 11,3 °C et le cumul annuel moyen de précipitations est de 822,8 mm,. Pour l'avenir, les paramètres climatiques de la commune estimés pour 2050 selon différents scénarios d'émission de gaz à effet de serre sont consultables sur un site dédié publié par Météo-France en novembre 2022.

### Paysages
Pour un article plus général, voir Paysage en France.
La commune s'inscrit dans les « paysages des coteaux calaisiens et du pays de Licques » tels qu'ils sont définis dans l'atlas de paysages de la région Nord-Pas-de-Calais, conçu par la direction régionale de l'Environnement, de l'Aménagement et du Logement (DREAL),.
Ces « paysages des coteaux calaisiens et du pays de Licques » concernent 56 communes du Pas-de-Calais. Ces paysages s'étendent sur environ 30 km de long (est-ouest) et 15 km de large (nord-sud) et présentent deux sous-ensembles : les coteaux calaisiens au nord et le pays de Licques au sud. Les altitudes de ces paysages varient de 206 m dans le Pays de Licques, à 120 m dans l’ouest des coteaux Calaisiens, près de Guînes, et à 10 m dans l'est, près d'Audruicq.
Ces paysages recouvrent trois entités écopaysagères : les collines guînoises qui constituent le rebord septentrional de l'Artois, l'entité de Bredenarde qui appartient à la plaine maritime flamande, et la cuvette de Licques. Ils sont constitués de 59,70 % de cultures, de 17,30 % de forêts, de 15,11 % de prairies naturelles, permanentes, de 7,45 % d'espaces artificialisés, avec les quatre principales communes que sont Audruicq, Ardres, Guînes et Licques, de 0,27 % d'industries, et de 0,18 % de cours d'eau et plan d'eau.
Les éléments structurants de ces paysages sont la LGV Nord et l'A26, la rivière la Hem qui coule du sud vers le nord-est, les escarpements sur les coteaux du Calaisis et autour du pays de Licques et, d'ouest en est, les différents boisements comme la forêt de Guînes, le bois de l'Abbaye, la forêt de Tournehem et une partie de la forêt d'Éperlecques.

### Milieux naturels et biodiversité

#### Espace protégé
La protection réglementaire est le mode d’intervention le plus fort pour préserver des espaces naturels remarquables et leur biodiversité associée.
Dans ce cadre, la commune fait partie d'un espace protégé : le parc naturel régional des Caps et Marais d'Opale, d’une superficie de 132 499 ha réparties sur 154 communes, géré par le syndicat mixte d'aménagement et de gestion du parc naturel régional des Caps et Marais d'Opale.

#### Zones naturelles d'intérêt écologique, faunistique et floristique
L’inventaire des zones naturelles d'intérêt écologique, faunistique et floristique (ZNIEFF) a pour objectif de réaliser une couverture des zones les plus intéressantes sur le plan écologique, essentiellement dans la perspective d’améliorer la connaissance du patrimoine naturel national et de fournir aux différents décideurs un outil d’aide à la prise en compte de l’environnement dans l’aménagement du territoire.
Le territoire communal comprend une ZNIEFF de type 1 : les reliques de marais maritimes entre Audruicq, Bourbourg et St-Folquin, d’une superficie de 99 ha et d'une altitude variant de 1  à   6 mètres. ce site s’inscrit au sein d’un complexe de polders comportant un important réseau de fossés, de cours d’eau et de cultures.
et deux ZNIEFF de type 2 : 
- le complexe écologique du marais Audomarois et de ses versants. Cette ZNIEFF est un élément de la dépression préartésienne, drainé par l’Aa, le marais Audomarois est un golfe de basses terres bordé à l’Ouest par la retombée crayeuse de l’Artois et à l’Est par les collines argileuses de la Flandre intérieure[17] ;
- la plaine maritime flamande entre Watten, Loon-Plage et Oye-Plage, d’une superficie de 19 150 ha et d'une altitude variant de 0  à   8 mètres. La plaine maritime flamande est composé d’habitats naturels, semi-naturels et artificiels qui ont conservé une réelle valeur biologique, tant floristique que faunistique[18].

Carte des ZNIEFF de type 1 et 2 sur la commune
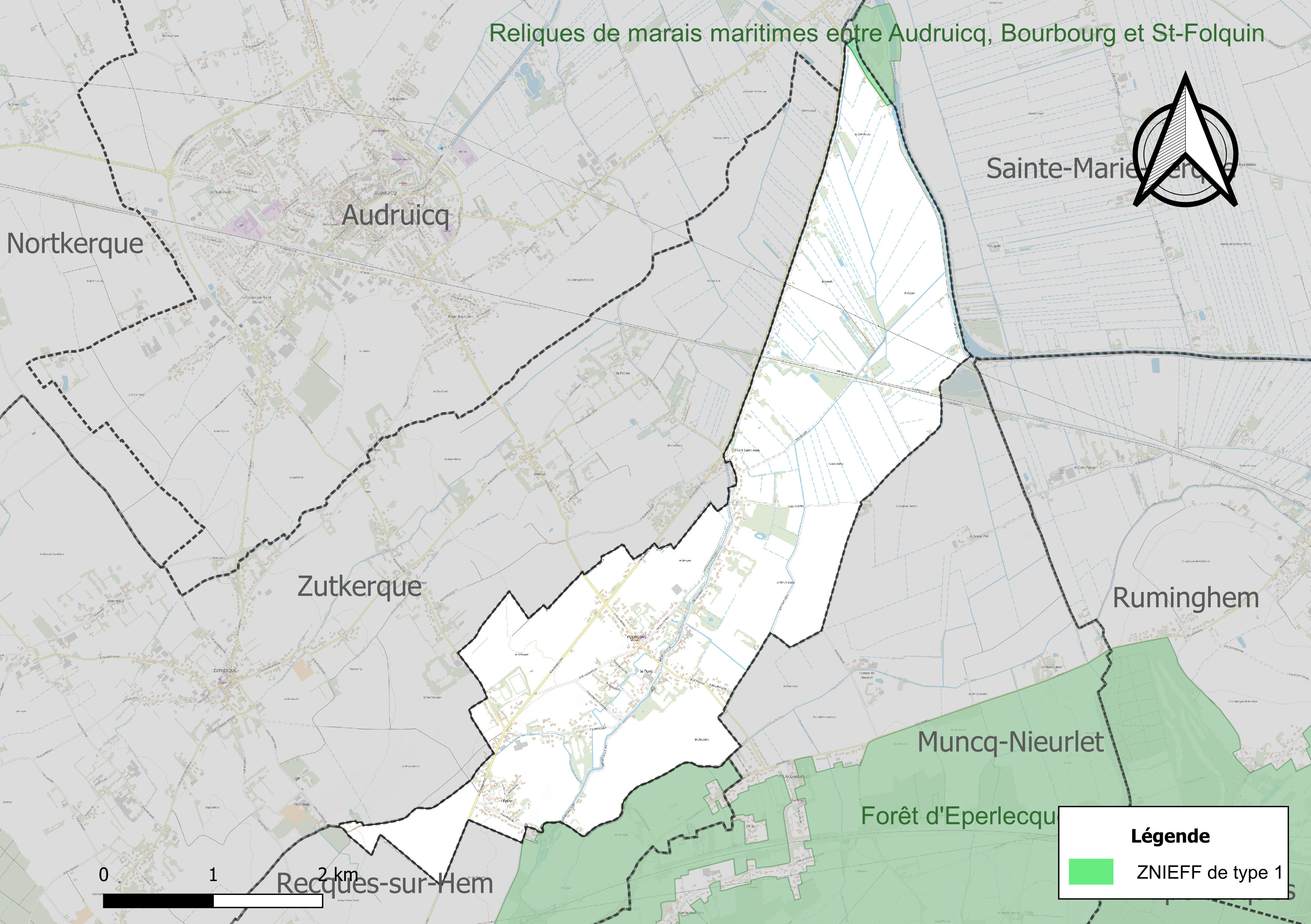
Carte de la ZNIEFF de type 1 sur la commune.
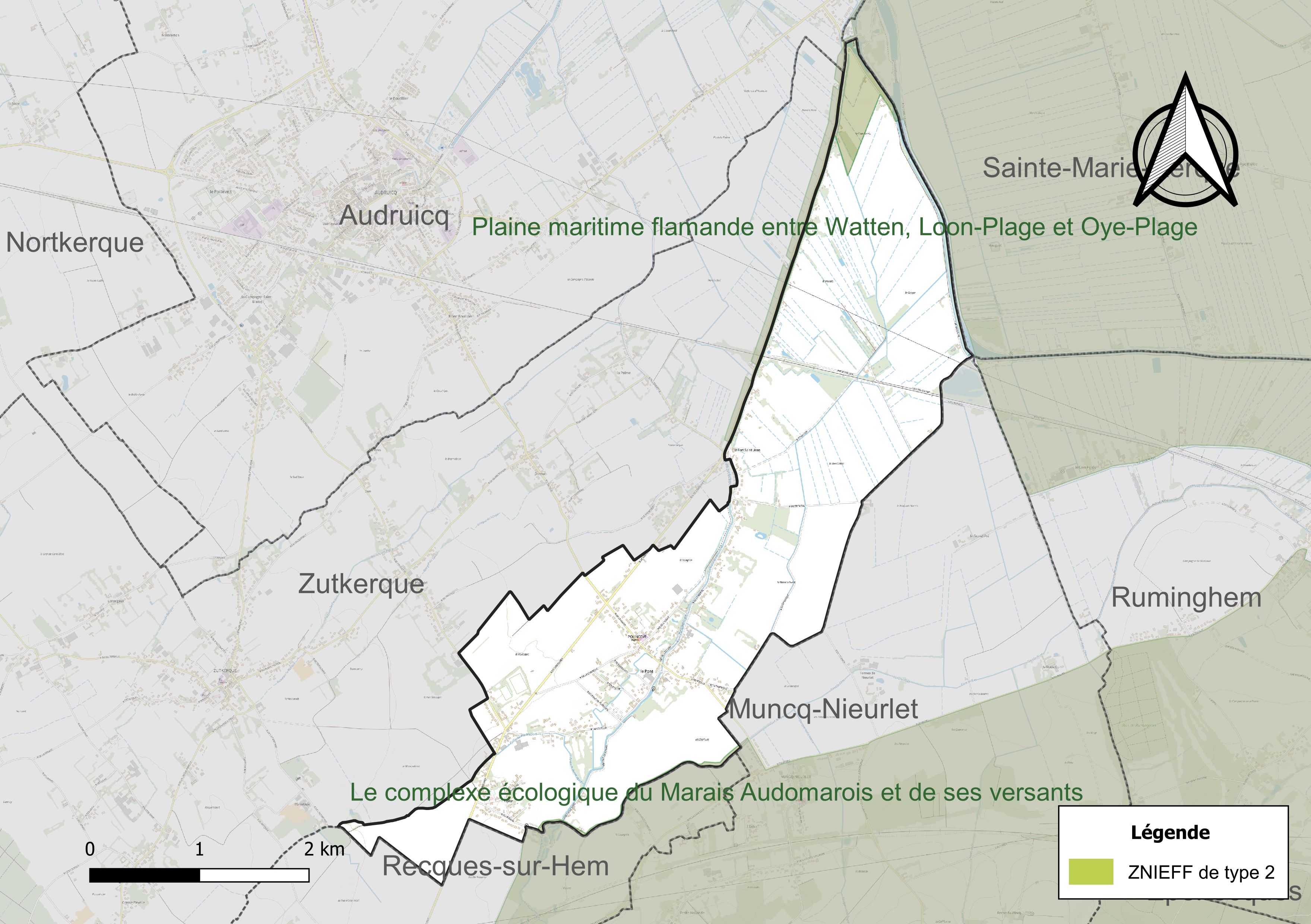
Carte des ZNIEFF de type 2 sur la commune.

#### Espèces faunistiques et floristiques
L’Inventaire national du patrimoine naturel (INPN) recense plusieurs espèces faunistiques et floristiques sur le territoire de la commune dont certaines sont protégées et d’autres menacées et quasi-menacées.

## Urbanisme

### Typologie
Au 1er janvier 2024, Polincove est catégorisée commune rurale à habitat dispersé, selon la nouvelle grille communale de densité à sept niveaux définie par l'Insee en 2022.
Elle appartient à l'unité urbaine d'Audruicq, une agglomération intra-départementale regroupant quatre  communes, dont elle est une commune de la banlieue,,. Par ailleurs la commune fait partie de l'aire d'attraction de Dunkerque, dont elle est une commune de la couronne,. Cette aire, qui regroupe 66 communes, est catégorisée dans les aires de 200 000 à moins de 700 000 habitants,.

### Occupation des sols
L'occupation des sols de la commune, telle qu'elle ressort de la base de données européenne d’occupation biophysique des sols Corine Land Cover (CLC), est marquée par l'importance des territoires agricoles (92,6 % en 2018), en diminution par rapport à 1990 (94,5 %). La répartition détaillée en 2018 est la suivante : 
terres arables (85,2 %), zones agricoles hétérogènes (7,5 %), zones urbanisées (7,4 %). L'évolution de l’occupation des sols de la commune et de ses infrastructures peut être observée sur les différentes représentations cartographiques du territoire : la carte de Cassini (XVIIIe siècle), la carte d'état-major (1820-1866) et les cartes ou photos aériennes de l'IGN pour la période actuelle (1950 à aujourd'hui).

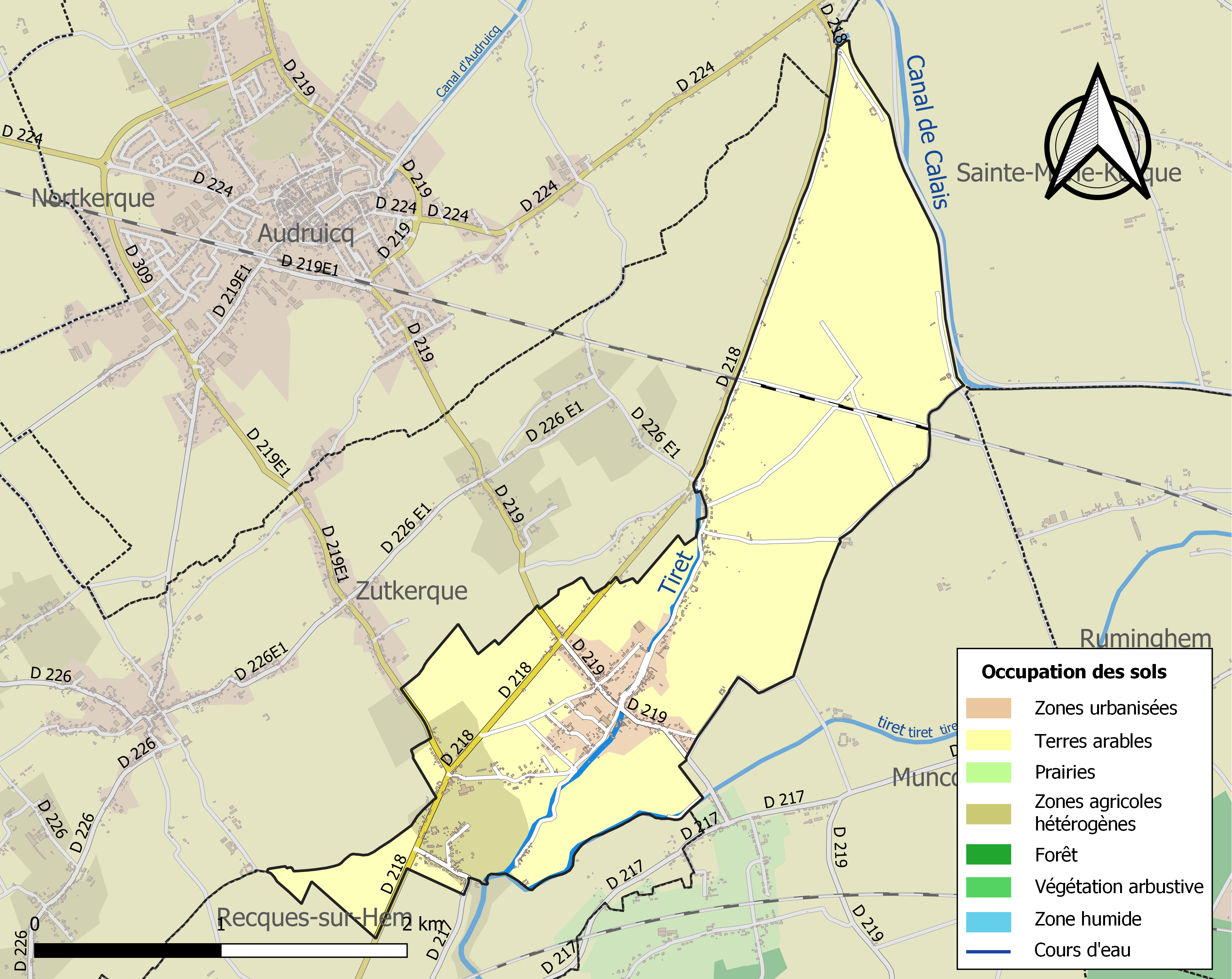
Carte des infrastructures et de l'occupation des sols de la commune en 2018 (CLC).

### Risques naturels et technologiques

#### Risque inondation
À la suite du passage des tempêtes Ciarán, Domingos et Elisa et des inondations et coulées de boue qui se sont produites, la commune est reconnue, par arrêté du 14 novembre 2023, en état de catastrophe naturelle pour inondations et coulées de boue sur la période du 2 au 12 novembre 2023, comme 179 autres communes du département.

## Toponymie
Le nom de la localité est attesté sous les formes Pollinghehove en 1069 ; Pullingahone [lire : Pullingahove] en 1084 ; Pollingahova en 1101 ; Pulinguhehova en 1119 ; Pollingahove vers 1119 ; Pullingahove en 1122 ; Pollingehova en 1157 ; Polinguehova en 1157 ; Pollinghova en 1178 ; Polingehove, Polingeove en 1182 ; Pollinchova en 1158 ; Polingova au XIIe siècle ; Pollinchove en 1254 ; Polinchove en 1300 ; Pollichove en 1405 ; Poullincove en 1480 ; Pelincoue en 1720 ; Polincove en 1793 et depuis 1801
Pollinkhove en flamand.

## Histoire
Polincove était une propriété des comtes de Boulogne, qui le donnent en 1152 aux moines de Muncq-Nieurlet, qui y bâtissent une première église.
Vers 1170, Henry de Seltun, (territoire sur Polincove), est témoin de la ratification faite par Baudouin II de Guînes, en présence de tous les barons du comté de Guînes, du don fait par Clément d'Autingehem, (Autingues), pair des seigneurs d'Ardres, à l'abbaye Saint-Médard d'Andres, d'un tiers de la dîme de Suaueque (Zouafques), tenue en fief d'Arnould d'Ardres. Il est également témoin à la même période de la caution apportée par Baudouin II à la même abbaye lors d'un arrangement passé avec les gens du pays de Bredenarde.
Vers 1174, Mahaut de Saint-Omer, épouse de Guillaume de Seltun fait des donations à l'abbaye de Clairmarais.
Vers 1200, Siger de Guînes, fils de Baudouin II de Guînes épouse Adelis, fille d'Henry, seigneur de Seltun.
En 1273, la dame de Seltun à Polinchove est un des treize barons du comté de Guînes, la seigneurie de Seltun étant par ailleurs une des douze pairies du comté
Le 8 juin 1638, durant la guerre franco-espagnole le village fut l'enjeu d'un combat appelé combat de Polincove.
L'église actuelle date de 1811.
Par arrêté préfectoral du 20 décembre 2016, la commune est détachée le 1er janvier 2017 de l'arrondissement de Saint-Omer pour intégrer l'arrondissement de Calais.

## Politique et administration

### Découpage territorial
La commune se trouve dans l'arrondissement de Calais du département du Pas-de-Calais.

#### Commune et intercommunalités
La commune est membre de la communauté de communes de la Région d'Audruicq regroupant 15 communes et totalisant 28 077 habitants en 2021.

#### Circonscriptions administratives
La commune est rattachée au canton de Marck.

#### Circonscriptions électorales
Pour l'élection des députés, la commune fait partie de la septième circonscription du Pas-de-Calais.

### Élections municipales et communautaires

#### Liste des maires
| Période                                  | Période                    | Identité       | Étiquette | Qualité                                                                      |
| ---------------------------------------- | -------------------------- | -------------- | --------- | ---------------------------------------------------------------------------- |
| Les données manquantes sont à compléter. |                            |                |           |                                                                              |
| avant 1981                               | ?                          | Jules Delattre |           |                                                                              |
| 1995                                     | 2014                       | Yves Beugnet   |           |                                                                              |
| 2014                                     | En cours (au 2 avril 2022) | Thierry Rouzé  |           | Cadre du privé Élu pour le mandat 2014-2020, Réélu pour le mandat 2020-2026, |

## Population et société

### Démographie
Les habitants sont appelés les Polincovois.

#### Évolution démographique
L'évolution du nombre d'habitants est connue à travers les recensements de la population effectués dans la commune depuis 1793. Pour les communes de moins de 10 000 habitants, une enquête de recensement portant sur toute la population est réalisée tous les cinq ans, les populations de référence des années intermédiaires étant quant à elles estimées par interpolation ou extrapolation. Pour la commune, le premier recensement exhaustif entrant dans le cadre du nouveau dispositif a été réalisé en 2005.

En 2022, la commune comptait 874 habitants, en évolution de +5,17 % par rapport à 2016 (Pas-de-Calais : −0,72 %, France hors Mayotte : +2,11 %).
| 1793 | 1800 | 1806 | 1821 | 1831 | 1836 | 1841 | 1846 | 1851 |
| ---- | ---- | ---- | ---- | ---- | ---- | ---- | ---- | ---- |
| 369  | 366  | 459  | 507  | 497  | 518  | 548  | 572  | 580  |

| 1856 | 1861 | 1866 | 1872 | 1876 | 1881 | 1886 | 1891 | 1896 |
| ---- | ---- | ---- | ---- | ---- | ---- | ---- | ---- | ---- |
| 562  | 528  | 517  | 507  | 568  | 592  | 608  | 612  | 605  |

| 1901 | 1906 | 1911 | 1921 | 1926 | 1931 | 1936 | 1946 | 1954 |
| ---- | ---- | ---- | ---- | ---- | ---- | ---- | ---- | ---- |
| 583  | 556  | 535  | 517  | 479  | 457  | 503  | 497  | 465  |

| 1962 | 1968 | 1975 | 1982 | 1990 | 1999 | 2005 | 2006 | 2010 |
| ---- | ---- | ---- | ---- | ---- | ---- | ---- | ---- | ---- |
| 439  | 395  | 389  | 416  | 453  | 560  | 699  | 700  | 787  |

| 2015 | 2020 | 2022 | - | - | - | - | - | - |
| ---- | ---- | ---- | - | - | - | - | - | - |
| 832  | 870  | 874  | - | - | - | - | - | - |

#### Pyramide des âges
En 2018, le taux de personnes d'un âge inférieur à 30 ans s'élève à 37,2 %, soit au-dessus de la moyenne départementale (36,7 %). À l'inverse, le taux de personnes d'âge supérieur à 60 ans est de 20,3 % la même année, alors qu'il est de 24,9 % au niveau départemental.
En 2018, la commune comptait 432 hommes pour 427 femmes, soit un taux de 50,29 % d'hommes, légèrement supérieur au taux départemental (48,50 %).
Les pyramides des âges de la commune et du département s'établissent comme suit.
| Hommes | Classe d’âge | Femmes |
| ------ | ------------ | ------ |
| 0,2    | 90 ou +      | 0,9    |
| 3,9    | 75-89 ans    | 4,9    |
| 16,7   | 60-74 ans    | 14,1   |
| 22,6   | 45-59 ans    | 23,8   |
| 19,2   | 30-44 ans    | 19,2   |
| 17,8   | 15-29 ans    | 14,4   |
| 19,6   | 0-14 ans     | 22,7   |

| Hommes | Classe d’âge | Femmes |
| ------ | ------------ | ------ |
| 0,5    | 90 ou +      | 1,6    |
| 5,6    | 75-89 ans    | 8,9    |
| 16,7   | 60-74 ans    | 18,1   |
| 20,2   | 45-59 ans    | 19,2   |
| 18,9   | 30-44 ans    | 18,1   |
| 18,2   | 15-29 ans    | 16,2   |
| 19,9   | 0-14 ans     | 17,9   |

## Culture locale et patrimoine

### Lieux et monuments
- L'église Saint-Léger de 1811. Dans l'église, une statue de saint Antoine ermite est monument historique à titre d'objet. Les vitraux, signés Bazin, sont de 1882. Un confessionnal et la chaire à prêcher sont en bois sculpté.
- La chapelle de la Vierge Marie.
- Le monument aux morts, surmonté d'une croix latine[40], et une plaque dans l'église commémorent les morts des guerres de 1914-1918, 1939-1945 et d'Indochine.
- Cinq bâtiments de la commune sont répertoriés à l'inventaire général du patrimoine architectural en France (base Mérimée) : deux moulins, une brasserie, une tuilerie et un séchoir à chichorée[41].

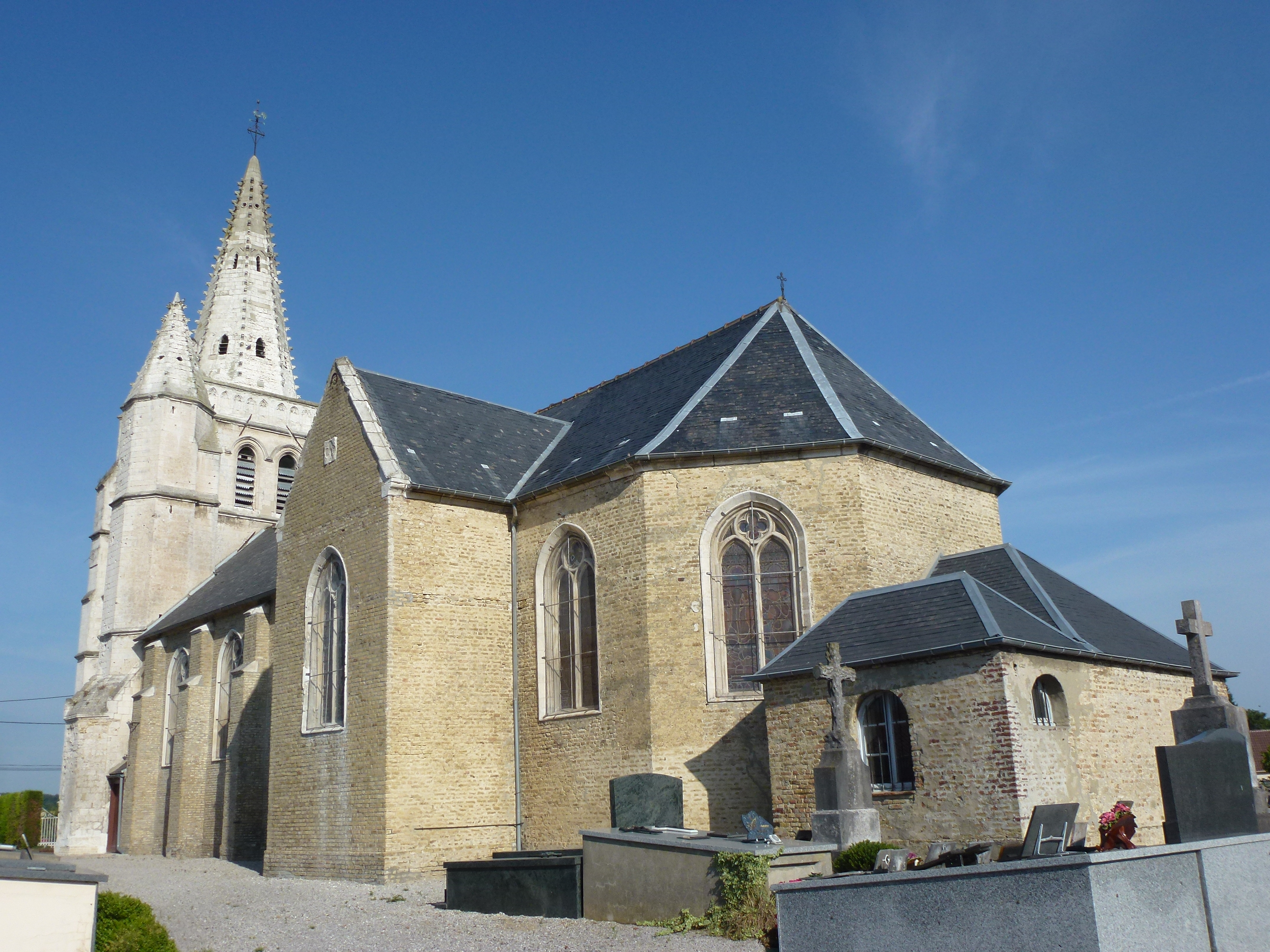
L'église Saint-Léger.
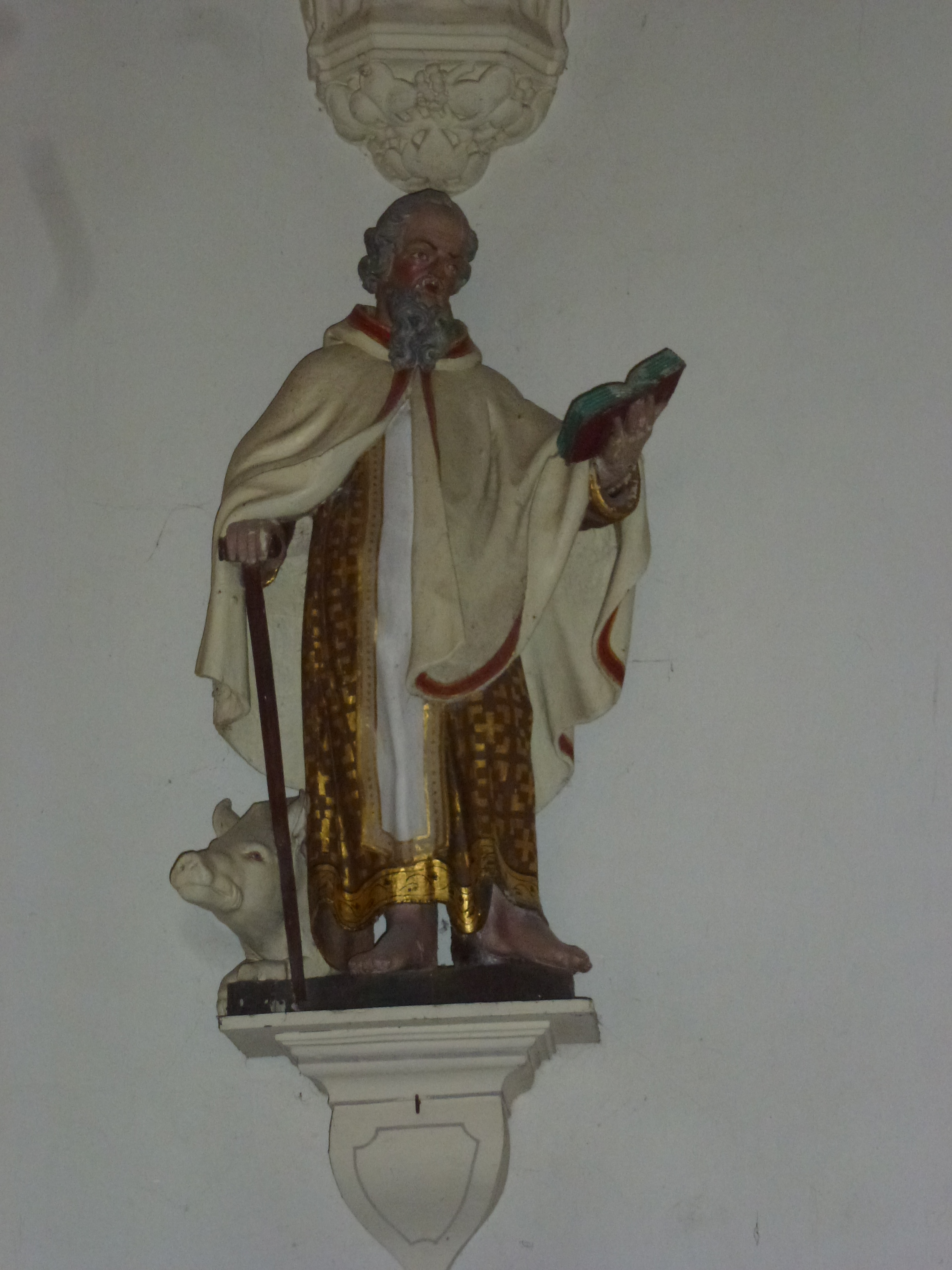
La statue de saint Antoine ermite.
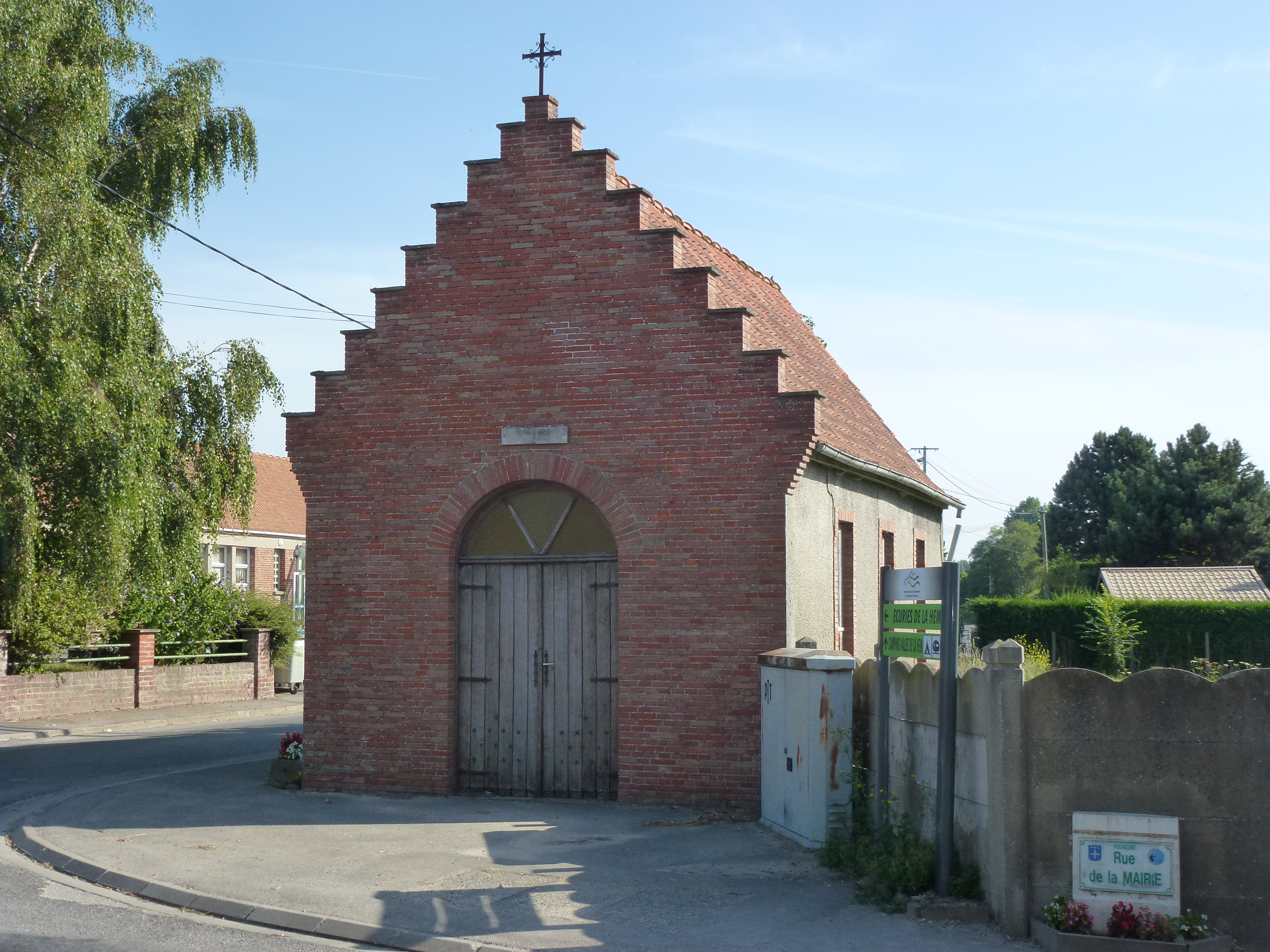
La chapelle de la Vierge Marie.
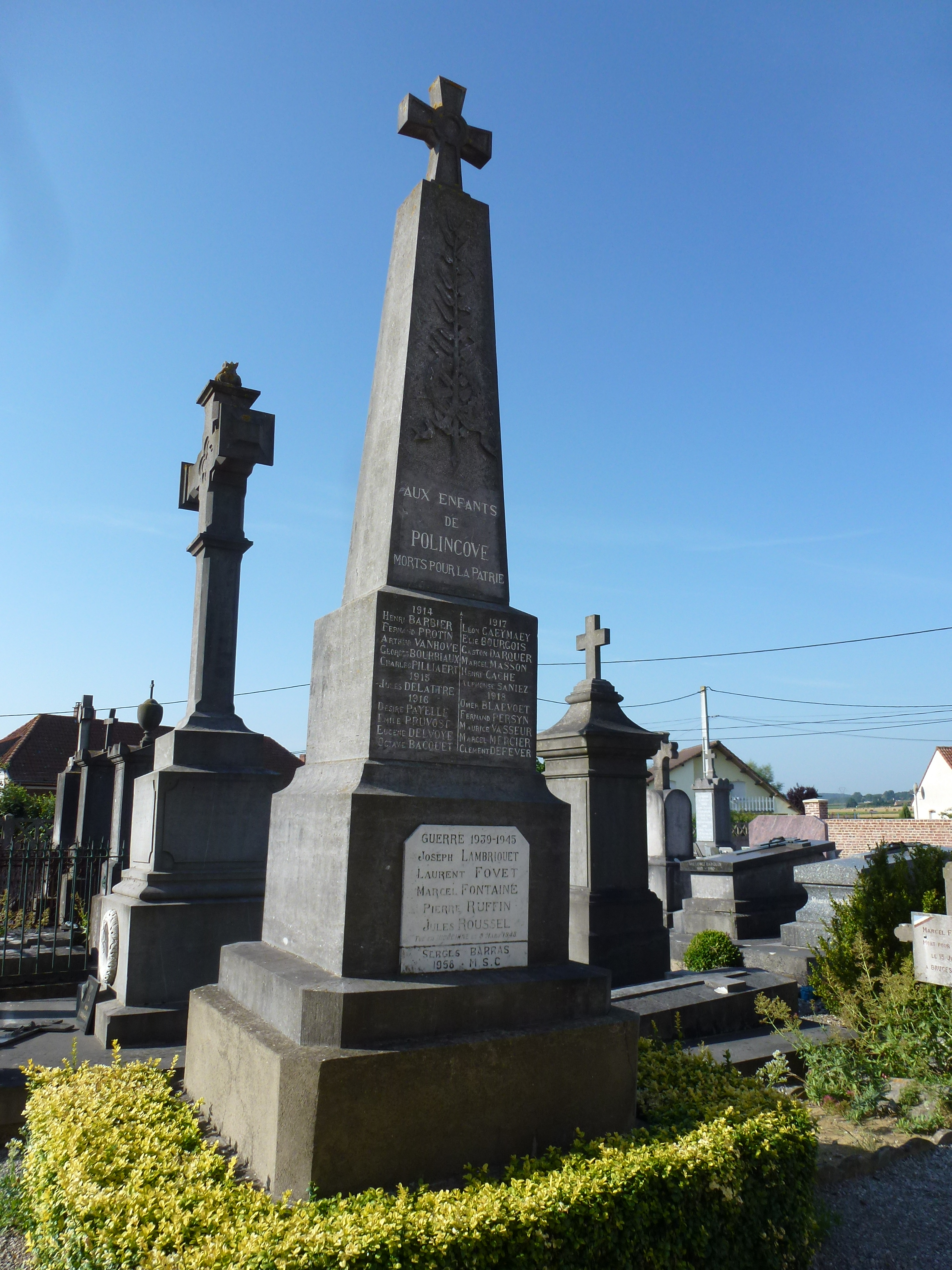
Le monument aux morts.
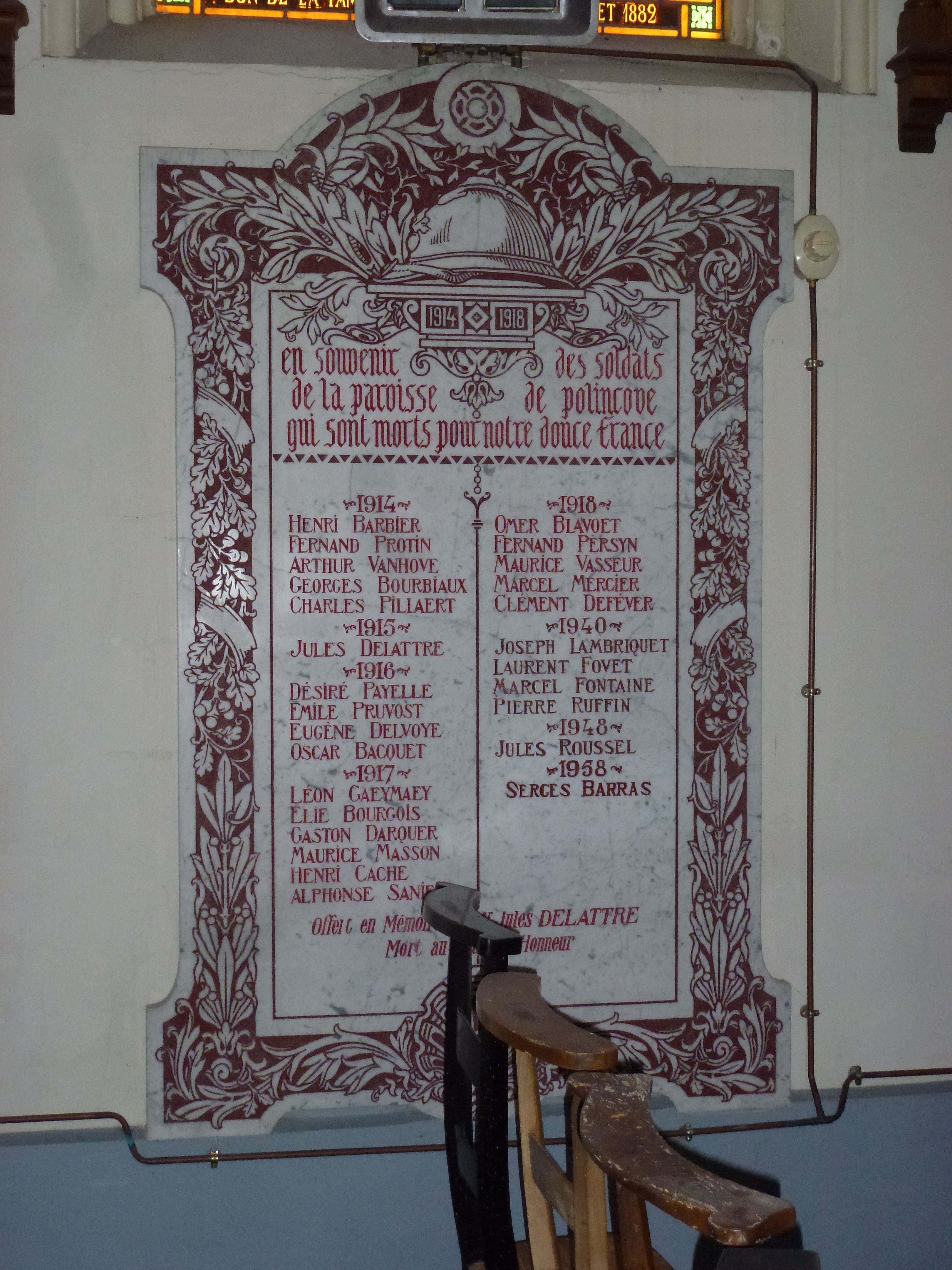
La plaque mémoriale aux morts dans l'église.

### Héraldique
| Blason de Polincove | Blason  | D'azur à la croix ancrée d'or surmontée d'un lambel du même. |
| Blason de Polincove | Détails | Le statut officiel du blason reste à déterminer.             |

## Pour approfondir

#### Bases de données, dictionnaires et encyclopédies
- Ressources relatives à la géographie :   - Insee (communes)
  - Ldh/EHESS/Cassini
- Ressource relative à plusieurs domaines :   - Annuaire du service public français
- Notices d'autorité :   - BnF (données)